# هالینا میکووایسکا
هالینا میکووایسکا (لهستانی: Halina Mikołajska؛ ‏۲۲ مارس ۱۹۲۵–۲۱ ژوئن ۱۹۸۹) بازیگر و کارگردان نمایش اهل لهستان بود.
از فیلم‌هایی که وی در آن‌ها نقش داشته‌است، می‌توان به کرانه‌ای دیگر، استتار، ترازنامه سه‌ماهه و زندگی خانوادگی اشاره نمود.